# Thymallus brevipinnis
Thymallus brevipinnis és una espècie de peix de la família dels salmònids i de l'ordre dels salmoniformes.

## Hàbitat
És un peix d'aigua dolça, de clima temperat i bentopelàgic.

## Distribució geogràfica
Es troba a Rússia.

## Observacions
És inofensiu per als humans.